# La pícara Justina
La pícara Justina es una novela picaresca española. La primera edición conocida data de 1605. Su autor podría ser Francisco López de Úbeda, conocido novelista de esa época.

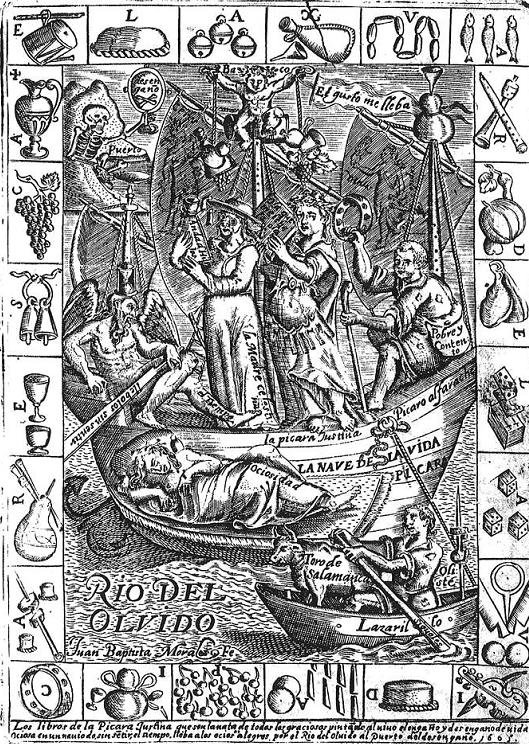

## Primeras ediciones
La primera edición
de la novela que hoy conocemos como La pícara Justina data del año 1605, siendo impresa en Medina del Campo por Cristóbal Lasso Vaca, llevando el título de Libro de entretenimiento de la pícara Justina. Es reeditada ese mismo año en Barcelona por el impresor Sebastián de Cormellas con el título de La Pícara montañesa llamada Justina. Este editor catalán publicó también y casi simultáneamente otros 'superventas' del género picaresco, en especial varios Guzmán de Alfarache, truhán cuyas aventuras narraron diferentes autores: Mateo Alemán, Mateo Luján de Sayaveedra, Juan Martí, y algún autor anónimo.
Vuelve a ser reeditada en Bruselas en el año 1608 por el impresor Olivero Brunello. Es traducida al italiano, en dos volúmenes, Vita della Picara Giustina Diez (1624) y Della vita della Picara Giustina Diez Volume Secondo (1625); por el singular y prolífico editor y escritor veneciano Barezzo Barezzi. Casi un siglo después, en 1707 es traducida al inglés por John Stevens, con el título de The Spanish Jilt: ¿La Española Desdeñosa?. Cabe señalar que todos los títulos mencionados no son sino la primera frase de los títulos originales de las respectivas ediciones, habitualmente mucho más extensos y descriptivos. Al fin y al cabo es una novela sometida, formalmente, al exceso expresivo propio del Barroco. Sirva como ejemplo el título italiano completo de la edición de 1624:

Vita della Picara Giustina Diez;  Regola degli animi licentiosi: In cui con gratiosa maniera si mostrano gl’inganni, che hoggidì frequentemente s’usano; s’additano le vie di superarli;  e si leggono Sentenze gravi, Documenti morali,  Precetti Politici, Avvenimenti curiosi,  e Favole facete,  e piacevoli.

cuya traducción sería: 
"Vida de la Pícara Justina Diez, Regla de los ánimos licenciosos; en la que de graciosa manera se muestran los engaños que hoy se usan con frecuencia: añadiéndose Graves sentencias, Documentos morales, Preceptos políticos, Hechos curiosos y Cuentos divertidos y agradables."

## Autoría
Sobre la filiación de esta obra no hay un consenso definitivo entre los especialistas, decantándose una mayoría de expertos, entre ellos Raymond Foulché-Delbosc y Marcel Bataillon, por Francisco López de Úbeda, escritor, médico y toledano que estuvo en la comitiva del rey Felipe III en su viaje a León en 1605. Sin embargo, ya desde temprano, hay quienes opinan (especialmente Nicolás Antonio, destacado erudito contemporáneo de ambos escritores) que el autor fue el dominico leonés fray Andrés Pérez, basándose en semejanzas estilísticas entre sus otras obras y La pícara Justina. Anastasio Rojo la atribuye al también dominico y teólogo vallisoletano fray Baltasar Navarrete.

## Género
El periplo literario de la pícara Justina se enmarca dentro de la novela picaresca, que tuvo su cenit en el Siglo de Oro. Sin embargo, entronca con estilos narrativos directamente medievales la literatura bufonesca con matices rabelesianos en especial. La visión que la obra trasmite del entorno social en que transcurren las peripecias de la protagonista es decididamente marginal, irreverente y sardónica. No sería impropio considerarla antisistema. El humor y la burla más descarados están presentes aún en las apostillas, presuntamente moralizantes, que jalonan los diversos episodios de la narración. No quedan estamento social, situación, entorno o personajes libres de culpa y sátira mordaz. Puede considerarse, incluso, que hay un componente metaliterario, ya que no solo se habla de otras novelas, autores y personajes (es en La pícara Justina donde el campeón de la obviedad, Perogrullo, hace una de sus primeras apariciones literarias), sino que la protagonista casa, ni más ni menos, que con otro célebre pícaro, Guzmán de Alfarache, como remate de sus aventuras y del libro. El espíritu crítico, expresado a través del humor, es la característica, y principal bondad, de esta obra irreverente. Quizás este ánimo burlesco y la falta de una intención moralizante genuina, la excluyeron de los contenidos educativos, dado que no es de lectura fácil y no puede considerarse, tampoco, formativa o ejemplar.
Estructuralmente está dividida en cuatro libros.

## Valor y trascendencia
El Libro de entretenimiento de la pícara Justina (1605) ha sido objeto de numerosos estudios en los que se atiende fundamentalmente a distintos aspectos literarios de la obra, como su pertenencia o no al género picaresco, la importancia del personaje femenino, el autor, la estructura, el sentido, etc. Aunque es cierto que en la mayoría de las ediciones que ha tenido esta novela se encuentran alusiones a su lenguaje puramente barroco o, concretamente, a distintos grupos léxicos que en ella ocurren (leonesismos, lusismos, arcaísmos, vocabulario de germanía, etc.), no se ha prestado el interés suficiente a uno de los rasgos más característicos de esta obra: la desbordante creatividad léxica del autor. Esta característica de la novela no pasó inadvertida a los primeros académicos que compusieron el Diccionario de autoridades, quienes cosecharon un buen puñado de voces «inventadas» procedentes de La pícara Justina, además de muchos otros términos. Según el estudio de Prieto García-Seco (2015), "La pícara Justina en el Diccionario de autoridades", el primer diccionario de la Academia llegó a registrar 856 textos, lo que supone que la Pícara se encuentra entre las más citadas, concretamente ocupa la decimoséptima posición en la lista de obras y autores más citados en Autoridades. El otro gran diccionario del siglo XVIII, el Diccionario castellano del P. Esteban de Terreros, también otorgó una importancia capital a la novela picaresca, citada en más de cien artículos en el repertorio lexicográfico del jesuita (Prieto García-Seco, 2017). Tanto a los primeros académicos como a Terreros les llamó poderosamente la atención la desbordante creatividad léxica del autor de esta obra.
La pícara Justina no solo tuvo una acogida extraordinaria en diccionarios del siglo XVIII, sino que el interés por su vocabulario se mantuvo en los siguientes. Prieto García-Seco (2016) dedica otro estudio a la recepción de la novela en los diccionarios más representativos del siglo XIX, como son el Nuevo diccionario de la lengua castellana (1846) de Vicente Salvá, el Gran diccionario de la lengua española (1852) de Adolfo de Castro y el Diccionario enciclopédico hispano-americano (1887-1910) de Montaner y Simón. Con este estudio se constata que los lexicógrafos de esta última centuria heredaron de sus antecesores el gusto por la abundante creatividad léxica de La pícara Justina, y en sus diccionarios, además de otras voces procedentes de dicha novela, recogieron una gran cantidad de ocasionalismos léxicos.
La pícara Justina es una de las primeras protagonistas, principal y mujer, de la novela española, con el notable precedente de La Lozana andaluza de Francisco Delicado (1528). Adopta un papel activo, independiente y audaz (como mujer libre la define en el prólogo el autor) que rompe con las convenciones y roles asociados a la condición femenina literaria (o doncella o alcahueta y bruja) desde antes del arquetipo celestinesco, para adoptar un rol directamente delincuente y asocial.; sin asumir, por ello, el comportamiento masculinizado de algún personaje femenino real de la época, la monja alférez, verbi gratia. Cervantes escribió las siguientes novelas protagonizadas por mujeres: La Gitanilla, La Española Inglesa y La Ilustre Fregona, dentro del ciclo de las Novelas Ejemplares, entre 1590 y 1612; que no serían publicadas hasta 1613, ocho años más tarde de ser editada La pícara Justina. Incluye en su quijote Cervantes un personaje, la pastora Marcela, que ha sido considerado también como un figura precursora del feminismoː 

Yo nací libre, y para poder vivir libre escogí la soledad de los campos.

Hízome el cielo hermosa (...) mas no alcanzo que, por razón de ser amado, esté obligado lo que es amado por hermoso a amar a quien le ama (...). El verdadero amor ha de ser voluntario y no forzoso.

No fue Cervantes gran admirador de la obra y de su autor, cuyo nombre no explicita; y que encabeza el pelotón de los poetas chirles en Viaje del Parnaso, Cap. VII, 1614.

Haldeando venía y trasudando

el autor de La pícara Justina,
capellán lego del contrario bando;
y,  cual si fuera de una culebrina,
disparó de sus manos su librazo,
que fue de nuestro campo la ruïna:
al buen Tomás Gracián mancó de un brazo,
a Medinilla derribó una muela
y le llevó de un muslo un gran pedazo.
Una despierta nuestra centinela
gritó: ¡Todos abajen la cabeza,
que dispara el contrario otra novela!
Dos polearon una larga pieza,
y el uno al otro, con instancia loca,
de un envión, con arte y con destreza,
seis seguidillas le encajó en la boca
con que le hizo vomitar el alma,

que salió libre de su estrecha roca.

En esta obra se inspira el cuarto episodio, notoriamente penoso, de la popular serie de televisión Las Pícaras, protagonizado por Ana Obregón, Patxi Andion y la secundaria y cómica Paloma Hurtado en 1983.
El destacado erudito Julio Puyol publicó una edición crítica muy valiosa de La pícara Justina en 1912.
La primera mención al dulce conocido como barquillo en la literatura española, aparece en La pícara Justina, según Néstor Luján.